# Alastair Goodlad

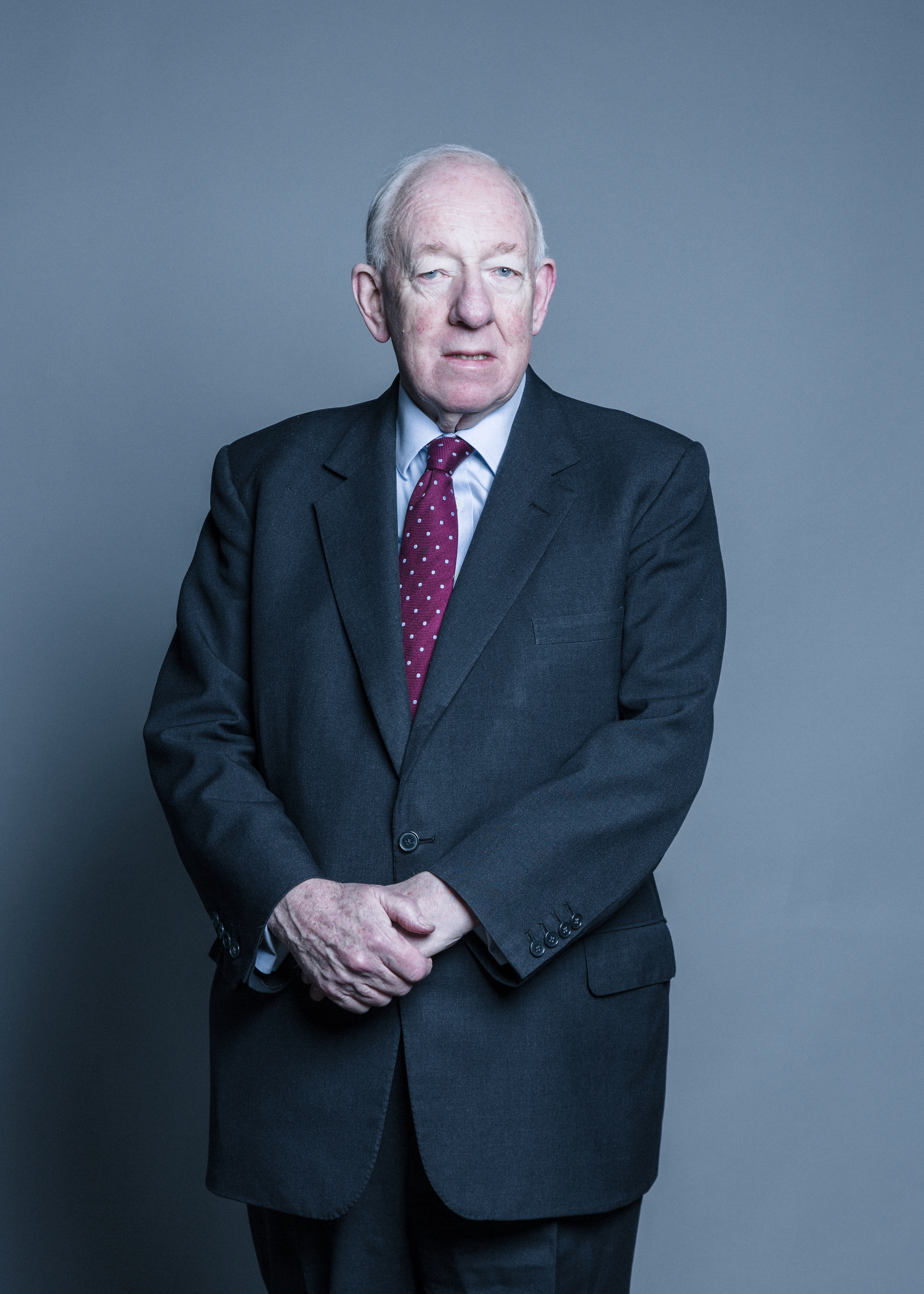
Alastair Goodlad

Alastair Robertson Goodlad, Baron Goodlad, KCMG, PC, (* 4. Juli 1943) ist ein britischer Politiker der Conservative Party und Diplomat, der unter anderem 25 Jahre Mitglied des House of Commons sowie von 2000 bis 2005 Hochkommissar in Australien war.

## Leben

### Unterhausabgeordneter und Government Chief Whip
Nach dem Besuch des Marlborough College studierte Goodlad Rechtswissenschaften am King’s College der University of Cambridge und war nach Abschluss des Studiums und seiner anwaltlichen Zulassung als Rechtsanwalt tätig.
Nachdem sich Goodlad bei den Unterhauswahlen 1970 erfolglos im Wahlkreis Crewe um ein Mandat im House of Commons bemüht hatte, wurde er bei den Unterhauswahlen vom 28. Februar 1974 erstmals zum Unterhausabgeordneten gewählt und vertrat zunächst den Wahlkreis Northwich und anschließend nach den Unterhauswahlen vom 9. Juni 1983 bis zu seinem Rücktritt am 28. Juni 1999 den Wahlkreis Eddisbury.
Während seiner langjährigen Parlamentszugehörigkeit war er zunächst von 1981 bis 1984 Whip der konservativen Regierungsfraktion, ehe er anschließend sein erstes Regierungsamt als „Juniorminister“ übernahm, nachdem er von 1984 bis 1987 Parlamentarischer Unterstaatssekretär im Energieministerium war. Nach einer erneuten Verwendung als Whip der Regierungsfraktion von 1989 bis 1992 war er im Anschluss Staatsminister im Foreign and Commonwealth Office, dem Ministerium für Auswärtiges und Angelegenheiten des Commonwealth of Nations. Zuletzt war er zwischen Juli 1995 und Mai 1997 Parlamentarischer Hauptgeschäftsführer der konservativen Regierungsfraktion (Government Chief Whip) mit dem Titel eines Parlamentarischen Sekretärs beim Schatzamt (Parliamentary Secretary to the Treasury) und nahm während dieser Zeit an den Sitzungen des Kabinetts von Premierminister John Major teil.
Nach der Niederlage der Tories gegen die Labour Party bei den Unterhauswahlen vom 1. Mai 1997 und dem damit verbundenen Ende der Amtszeit Majors berief ihn der neue Vorsitzende der Conservative Party William Hague in das Schattenkabinett seiner Partei, in dem er bis 1998 „Schattenminister für internationale Entwicklung“ war.

### Hochkommissar und Mitglied des Oberhauses
Nach seinem Mandatsverzicht als Unterhausabgeordneter wurde er am 1. Januar 2000 Nachfolger von Alex Allan als Hochkommissar in Australien und übte dieses Amt bis zu seiner Ablösung durch Helen Liddell am 1. September 2005 aus.
Am 20. Juli 2005 wurde er als Life Peer mit dem Titel Baron Goodlad, of Lincoln in the County of Lincolnshire, in den Adelsstand erhoben und gehört damit seither dem House of Lords als Mitglied an.
Goodlad ist außerdem Mitglied des Beirates des Unternehmens GovNet Communications Ltd, des Sir Robert Menzies Memorial Trust und des Opera Australia Capital Fund. Seit 2007 ist er darüber hinaus Vorsitzender der Britain-Australia Society.
Bei der Wahl zum Sprecher des Oberhauses (Lord Speaker) am 13. Juli 2011 kandidierte Goodlad, belegte jedoch bis zum vierten Wahlgang nach Frances D’Souza, Baroness D’Souza, einer Vertreterin der sogenannten Crossbencher, sowie seinem Parteifreund Ian Anthony Hamilton-Smith, 3. Baron Colwyn jeweils den dritten Platz und zog daraufhin seine Kandidatur zurück, woraufhin Baroness D’Souza im fünften Wahlgang mit 296 Stimmen zu 285 Stimmen für Baron Colwyn zur Sprecherin des Oberhauses gewählt wurde.